# Gliactis
Gliactis is een geslacht van zeeanemonen uit de klasse van de Anthozoa (bloemdieren).

## Soort
- Gliactis crassa Gravier, 1918